# Hottentottententententoonstelling

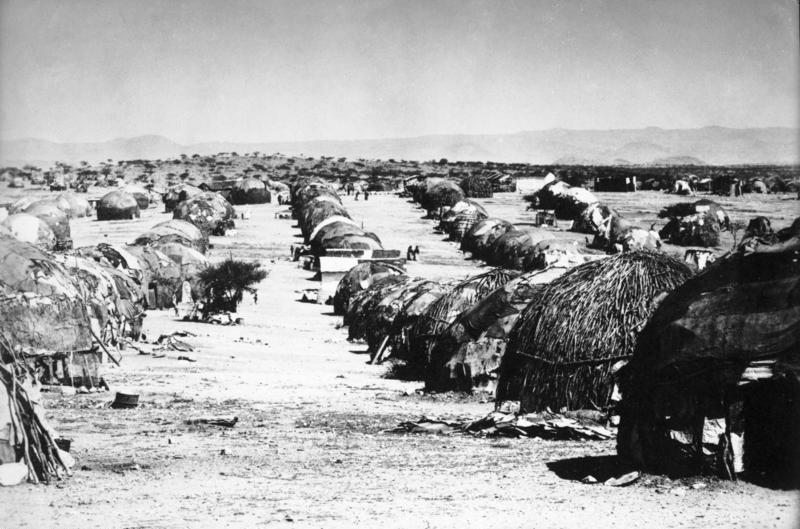
Hottentottententen bestaan niet. Dit zijn hutten van de Khoikhoi, op een foto gemaakt tussen 1906 en 1918

Hottentottententententoonstelling is een kunstmatig tienlettergrepig woord. Het bevat tien t's, 33 letters en viermaal achtereen de lettergreep 'ten' – eigenschappen die het geschikt maken voor woordraadsels. Het is een voorbeeld van een lettergreepstapeling. Het woord is ook opgenomen in het Opperlandse idioom.
Het woord verwijst niet naar werkelijke tentoonstellingen van tenten van Khoikhoi (zoals de correcte benaming voor de Hottentotten luidt), maar is verzonnen als woordgrap. 

## Voorkomen
- Een vroege attestatie van het woord in gedrukte vorm is op een puzzelpagina van het Nederlandse dagblad De Tijd in juni 1932.[1]
- Op 31 januari 1981 (de verjaardag van koningin Beatrix) vond de Nationale Slaapzakloopwedstrijd tevens Hottentottententententoonstelling plaats op het Waterlooplein in Amsterdam, georganiseerd door Oranjevereniging de Parel van de Jordaan.[2]
- In 2003 had het Museon in Den Haag een expositie met de naam Hottentottententententoonstelling, met als ondertitel van berber- tot bungalowtent. Hier waren historische en moderne tenten uit de hele wereld te zien.